# يونس سكوري
يونس السكوري سياسي ووزير مغربي. عين وزير الإدماج الاقتصادي والمقاولة الصغرى والشغل والكفاءات في حكومة عزيز أخنوش، وهو عضو في حزب الأصالة والمعاصرة.

## السيرة
تقلد السيد يونس السكوري قبل المنصب الوزاري عدة مناصب، حيث شغل منصب مدير في ديوان وزير الداخلية الأسبق شكيب بنموسى. في عام 2011 فاز السكوري بمقعده لأول مرة بمجلس النواب المغربي عبر لائحة الشباب التي عين وكيلا لها متبوعا بالمهدي بنسعيد الذي عين وزيرا بدوره في حكومة عزيز أخنوش. تدرج سكوري داخل حزب الأصالة، حيث تم تعيينه مديرًا عامًا للحزب، ثم منسقًا جهويًا على صعيد الرباط سلا القنيطرة.
في 7 أكتوبر 2021 عين السيد يونس السكوري وزير الإدماج الاقتصادي والمقاولة الصغرى والشغل والكفاءات في الحكومة المغربية التي يترأسها عزيز أخنوش.